# انرژی تجدیدپذیر در آلمان
- محل تخمیر زیست‌گاز در هورشتدت
- نیروگاه بادی در برنبورگ
- الکتریسیته زمین‌گرمایی در نوی‌اشتات-گلوه
- نیروگاه بادی و خورشیدی در ایالت راینلاند فالتس

تولید ناخالص برق بر اساس منابع انرژی در آلمان طی سال‌های ۱۹۹۰_۲۰۲۰ نشان دهنده تغییر سیاست تولید انرژی از انرژی هسته‌ای و زغال سنگ به انرژی‌های تجدیدپذیر و گاز فسیلی است

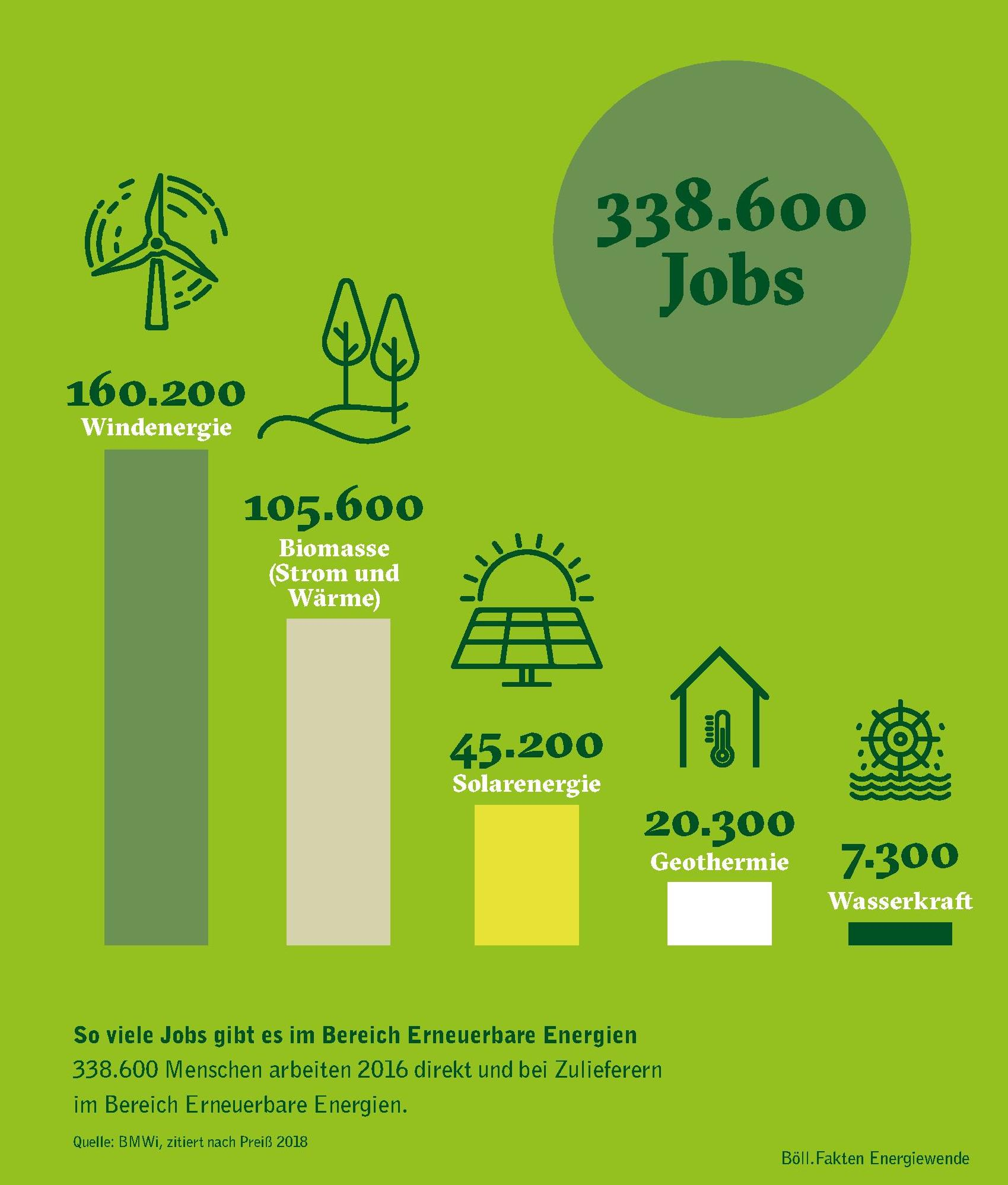
آمار شغل در بخش انرژی تجدیدپذیر در آلمان، در سال ۲۰۱۸

انرژی تجدیدپذیر در آلمان عمدتاً مبتنی بر باد و زیست‌توده، به علاوه انرژی خورشیدی و آبی است. آلمان در سال ۲۰۱۴، دارای بزرگ‌ترین ظرفیت نامی فتوولتائیک در جهان بود و در سال ۲۰۲۳، این مقدار به بیش از ۸۲ گیگاوات رسید. این کشور همچنین سومین کشور جهان با مجموع ظرفیت نامی نیروگاه بادی بالغ بر ۶۴ گیگاوات در سال ۲۰۲۱ (۵۹ گیگاوات در سال ۲۰۱۸) بود و با ظرفیت بیش از ۷ گیگاوات، دومین کشور از لحاظ نیروگاه بادی دریایی است. آلمان را «اولین اقتصاد بزرگ انرژی تجدیدپذیر در جهان» نامیده‌اند.
سهم انرژی تجدیدپذیر در تولید برق از ۳٫۵ درصد در سال ۱۹۹۰ به ۵۲٫۴ درصد در سال ۲۰۲۳ افزایش یافت. همانند بسیاری از کشورها، سیر انتقال انرژی مصرفی به انرژی تجدیدپذیر در بخش‌های حمل و نقل و گرمایش و سرمایش بسیار کند بوده است.
بر اساس آمار رسمی در سال ۲۰۱۰، حدود ۳۷۰٬۰۰۰ نفر در بخش انرژی تجدیدپذیر به ویژه در شرکت‌های کوچک و متوسط، مشغول به کار بودند. این رقم بیش از دو برابر نسبت به سال ۲۰۰۴ (۱۶۰٬۵۰۰) در این بخش است. حدود دو سوم این مشاغل به قانون منابع انرژی تجدیدپذیر نسبت داده می‌شود.
دولت فدرال آلمان در تلاش برای افزایش تجاری‌سازی انرژی تجدیدپذیر، همراه با تمرکز ویژه بر نیروگاه بادی دریایی است. چالش اصلی، توسعه ظرفیت‌های مناسب شبکه برای انتقال برق تولید شده در دریای شمال به مصرف‌کنندگان بزرگ صنعتی در بخش‌های جنوبی کشور است. بخش گذار انرژی آلمان، انرژی‌وِندِ (Energiewende)، از سال ۲۰۱۱ تغییر قابل توجهی را در سیاست انرژی به کار گمارده است. این امر یک بازآرایی در سیاست از حوزه تأمین تا تقاضا را دربر گرفته است و تغییر جهت از تولید متمرکز به تولید چند بخشی (به عنوان نمونه، تولید گرما و برق به‌طور همزمان در واحدهای تولید بسیار کوچک) را در نظر دارد که باید جایگزین تولید مازاد و مصرف انرژی اجتناب‌پذیر با اقدامات صرفه‌جویی و افزایش بازدهی باشد.

## اهداف
از زمان تصویب دستورالعمل تولید برق از منابع انرژی تجدیدپذیر در سال ۱۹۹۷، آلمان و دیگر کشورهای اتحادیه اروپا در جهت دست‌یابی به هدف در نظر گرفته شده، مبتنی بر سهم ۱۲ درصد برق مصرفی از برق تجدیدپذیر تا سال ۲۰۱۰، به فعالیت پرداختند. آلمان در اوایل سال ۲۰۰۷، هنگامی که سهم انرژی تجدیدپذیر از برق مصرفی در این کشور به ۱۴ درصد رسید، از هدف در نظر گرفته شده عبور کرد. بعد از اتتخابات ۲۰۱۳، دولت جدید ائتلافی حزب اتحادیه و حزب سوسیال دموکرات آلمان به سیاست گذار انرژی، همراه با تنها اندکی اصلاحات در اهداف توافقنامه ائتلاف، ادامه داد.

## مصرف انرژی اولیه
مصرف انرژی اولیه آلمان در سال ۲۰۱۵ که موید ۱۳٬۲۱۸ پتاژول یا ۳٬۶۷۲ تروات‌ساعت است به مجموع انرژی استفاده شده در کشور اشاره دارد. مصرف نهایی انرژی تجدیدپذیر بر اساس هر بخش و درصد سهم آنها به قرار ذیل است:: 4, 5, 10 
- بخش برق با مصرف انرژی تجدیدپذیر ۳۱٫۵ درصد (۱۸۷٫۳۶۴ گیگاوات‌ساعت)
- بخش گرمایش با مصرف انرژی تجدیدپذیر ۱۳٫۳ درصد (۱۵۸٫۶۶۲ گیگاوات‌ساعت)
- بخش حمل‌ونقل با مصرف انرژی تجدیدپذیر ۵٫۳ درصد (۳۳٫۶۱۱ گیگاوات‌ساعت)

در پایان سال ۲۰۱۵، منابع انرژی تجدیدپذیر همچون زیست‌توده، زیست‌گاز، زیست‌سوخت، آب و باد، ۱۲٫۴ درصد از مصرف انرژی اولیه کشور را در بر می‌گرفت که نسبت به سال ۲۰۰۴، که این رقم تنها ۴٫۵ درصد بود، مقداری بیش از دو برابر را نشان می‌دهد.: 5 
هر چند اصطلاح انرژی و الکتریسیته اغلب به جای یکدیگر به کار گرفته می‌شوند ولی نباید آنها را با هم اشتباه گرفت زیرا الکتریسیته تنها یک فرم از انرژی است و انرژی مصرف شده توسط موتورهای احتراقی و دیگ بخار یا آبگرمکن‌ها را که به ترتیب توسط وسائل‌نقلیه در بخش حمل‌ونقل و برای گرمایش ساختمان‌ها مورد استفاده واقع می‌شود را در بر نمی‌گیرد.
نمایه‌ای از پایانگاه انرژی تجدیدپذیر در آلمان در سال ۲۰۱۶ منتشر شد.
| منبع: وزارت فدرال امور اقتصادی و اقدامات اقلیمی، ۲۰۰۰–۲۰۱۷, طبق گزارش ماه اوت ۲۰۱۸: 5 |

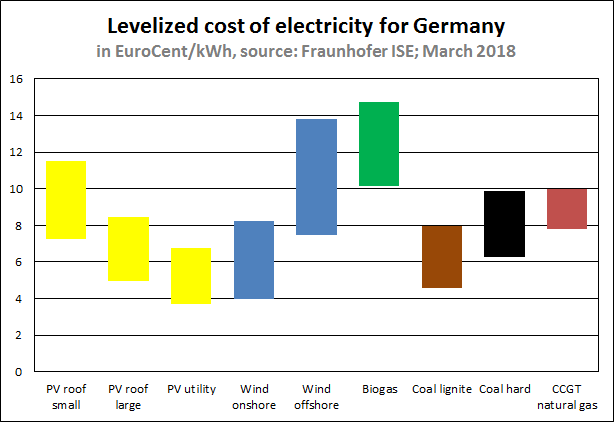
هزینه برق در سال 2018

## انرژی بادی
در سال ۲۰۱۳، از انرژی بادی در مجموع ۵۳٫۴ تراوات‌ساعت برق تولید شد و بیش از ۳٫۲ گیگاوات ظرفیت جدید به شبکه اضافه گردید. در سال ۲۰۱۱، ظرفیت نامی انرژی بادی به ۲۹٬۰۷۵ مگاوات (MW) رسیده بود که حدود ۸ درصد از ظرفیت کل را دربرداشت. طبق اعلام انجمن وینداروپا (WindEurope) در یک سال که وزش باد حالت معمولی را دارد، ظرفیت نامی نیروگاه بادی آلمان در پایان سال ۲۰۱۰، ۹٫۳ درصد و در پایان ۲۰۱۱، ۱۰٫۶ درصد از برق مورد نیاز این کشور را تأمین خواهد کرد.
بیش از ۲۱٬۶۰۷ عدد توربین باد در ناحیه آلمان فدرال قرار دارد و این کشور طرح‌هایی برای ایجاد تعداد بیشتری از آنها در نظر گرفته است. در سال ۲۰۱۱، دولت فدرال در حال کار رو طرح جدیدی به منظور افزایش قابلیت تجاری‌سازی انرژی تجدیدپذیر بود، که با تمرکز ویژه روی نیروگاه بادی دریایی همراه می‌باشد. چالش اصلی، توسعه مناسب ظرفیت شبکه جهت انتقال برق تولید شده از دریای شمال به مصرف‌کنندگان بزرگ صنعتی در جنوب آلمان است.

## زیست‌توده
قرار است تأمین کننده اصلی منبع زیست‌توده در آلمان، بخش کشاورزی باشد. علاوه بر این، ۴۰ درصد از تولید چوب آلمان به عنوان ماده خام زیست‌توده استفاده می‌شود. مرکز تحقیقات فدرال آلمان در بخش جنگل‌داری و تولیدات جنگل ادعا کرد که ذخایری وجود دارد که شاید به گسترش بخش جنگلداری در تولید زیست‌توده کمک کند. کشاورزی منبع اصلی روغن دانه کلزا است که برای تولید زیست‌دیزل و ایجاد بسترهایی برای تولید زیست‌گاز استفاده می‌شود.
زیست‌توده مورد استفاده برای تولید زیست‌گاز و زیست‌سوخت، بخشی از مهم‌ترین منابع انرژی تجدیدپذیر آلمان است. در سال ۲۰۱۰، سهم زیست‌توده از تولید برق تجدیدپذیر ۳۰ درصد و برای تمام انرژی تجدیدپذیر، ۷۰ درصد بود.

## انرژی خورشیدی فتوولتائیک
فناوری فتوولتائیک خورشیدی برق را از انرژی خورشید تولید می‌کند که می‌تواند در بخش شبکه برق یا خارج از آن مورد استفاده قرار گیرد. این فناوری در سال ۲۰۰۰ به تولید انبوه رسید و این امر هنگامی اتفاق افتاد که طرفداران محیط‌زیست و انجمن یوروسولار آلمان موفق به کسب حمایت دولت جهت تأمین برق ۱۰۰٬۰۰۰ دستور کار سقف (roofs program) از این روش شدند. در ماه ژوئیه ۲۰۱۲، در مجموع ظرفیت نامی فتوولتائیک خورشیدی به مقدار ۲۹٫۷ گیگاوات وجود داشت. فناوری فتوولتائیک خورشیدی در سال ۲۰۱۱، ۱۸ تراوات‌ساعت برق تأمین کرد که برابر با ۳ درصد از کل تقاضای برق بود. با سرعت گرفتن چیدمان انرژی خورشیدی، در نیمه ابتدایی سال ۲۰۱۲ حدود ۵٫۳ درصد از مجموع تقاضای برق توسط انرژی خورشیدی پوشش داده شد. در روز ۲۵ مه ۲۰۱۲، انرژی خورشیدی با ارسال ۲۲ گیگاوات به شبکه برق، رکورد جدیدی بر جا گذاشت. این جهش ناگهانی ۲۰ گیگاوات به خاطر افزایش ظرفیت و شرایط آب و هوایی عالی در سراسر کشور اتفاق افتاد و نیمی از تقاضای برق کشور در وسط روز را تأمین کرد. آلمان همچنین بزرگ‌ترین بازار در حال گسترش برای انرژی خورشیدی فتوولتائیک در سال ۲۰۱۲ بود، وفق اینکه ۷٫۶ گیگاوات از سامانه‌هایی بود که به تازگی متصل شده بود. برخی از تحلیلگران بازار انتظار دارند که تا سال ۲۰۵۰ سهم برق خورشیدی به ۲۵ درصد افزایش پیدا کند. قیمت سامانه‌های فتوولتائیک در طی ۵ سال از سال ۲۰۰۶، بیش از ۵۰ درصد کاهش داشته است.

## برق آبی
در پایان سال ۲۰۰۶، مجموع ظرفیت نامی برق آبی در آلمان، ۴٫۷ گیگاوات بود. انرژی آبی ۳٫۵ درصد از تقاضای برق را برآورده می‌کند. طبق آخرین برآوردها، در سال ۲۰۰۷ در آلمان، حدود ۹٬۴۰۰ نفر در بخش انرژی آبی به کار مشغول بودند که در مجموع ۱٫۲۳ میلیارد یورو گردش مالی را به دنبال داشت.

## انرژی زمین‌گرمایی
پیش‌بینی شده است که انرژی زمین‌گرمایی در آلمان رشد کند و این بیشتر به خاطر قانونی است که تولید الکتریسیته زمین‌گرمایی را سودمند نموده و خرید تضمینی برق را ضمانت کرده است. اما بعد از اینکه قانون انرژی تجدیدپذیر مبنی بر طرح تعرفه ۰٫۱۵ یورو (۰٫۲۳ دلار آمریکا) در هر کیلووات ساعت (KWh) برای برق تولید شده از منابع زمین‌گرمایی در آن سال به اجرا گذاشته شد، رونق ساخت و ساز در این بخش خودنمایی کرد و نیروگاه‌های جدید شروع به ورود به مدار کرده‌اند.

## سیاست دولت
بخش انرژی تجدیدپذیر، هنگامی که حزب اتحاد ۹۰/سبزها بین سالهای ۱۹۹۸ تا ۲۰۰۵ وارد دولت فدرال شد به منفعت رسید. بخش انرژی تجدیدپذیر در ابتدا توسط قانون منابع انرژی تجدیدپذیر مورد حمایت واقع شد که انرژی تجدیدپذیر را عمدتاً توسط خرید تضمینی برق تشویق کرد و همچنین این اواخر پاداش بازار که اپراتورهای شبکه باید برای ورود انرژی تجدیدپذیر در شبکه برق پرداخت نمایند، این پاداش‌ها در دولتی که در آن حزب سبز مشارکت نداشت کاهش پیدا کرد. افرادی که مبادرت به تولید انرژی تجدیدپذیر کنند می‌توانند برای یک دوره ۱۵ یا ۲۰ ساله آن را به قیمت‌های تعیین شده بفروشند. این امر موجی در تولید انرژی تجدیدپذیر ایجاد کرد. در سال ۲۰۱۲، شرکت زیمنس برآورد کرد که مجموع ارزش انرژی تجدیدپذیر تا سال ۲۰۳۰ به دست‌کم ۱٫۴ تریلیون یورو (۱٫۸ تریلیون دلار) خواهد رسید.
برای دوره ۲۰۱۱–۲۰۱۴، دولت فدرال ۳٫۵ میلیارد یورو برای تحقیقات علمی در کشور اختصاص داد. علاوه بر این، در سال ۲۰۰۱ قانونی به تصویب رسید که باید تمام نیروگاه‌های هسته‌ای تا ۳۲ سال بعد تعطیل شوند. در سال ۲۰۱۰ با روی کار آمدن دولت جدید، این مهلت تا سال ۲۰۴۰ افزایش یافت. بعد از حادثه اتمی فوکوشیما در سال ۲۰۱۱، این قانون لغو و پایان انرژی هسته‌ای، سال ۲۰۲۲ تعیین شد. سیاست انرژی آلمان در چارچوب اتحادیه اروپا تدوین شده است و در ماه مارس ۲۰۰۷، شورای اروپایی در بروکسل یک طرح انرژی الزام‌آور را تصویب کرد که مستلزم کاهش ۲۰ درصد از انتشار دی‌اکسید کربن تا قبل از سال ۲۰۲۰ و اینکه مصرف انرژی تجدید پذیر باید ۲۰ درصد از مجموع مصرف اتحادیه اروپا را تا آن سال شامل شود (در قیاس با مقدار ۷ درصد در سال ۲۰۰۶). این طرح به‌طور غیر مستقیم نقش انرژی هسته‌ای، که به‌طور معمول به عنوان انرژی تجدیدپذیر در نظر گرفته نمی‌شود ولی دارای آلایندگی صفر است، پذیرفته است و به هر کشور عضو اجازه داده است تا برای استفاده یا عدم استفاده از برق هسته‌ای تصمیم بگیرد.
همچنین مصالحه‌ای برای دستیابی به حداقل سهمیه ۱۰ درصدی مصرف زیست‌سوخت از کل مصرف بنزین و گازوئیل برای سال ۲۰۲۰ در بخش حمل و نقل حاصل شد.

## گذار انرژی
انرژی‌وندِ («گذار انرژی») یک تغییر قابل توجه در سیاست انرژی در نظر گرفته می‌شود، این اصطلاح یک باز جهت‌یابی سیاست از تقاضا به تأمین و تغییر جهت از تولید متمرکز به غیر متمرکز است (به عنوان مثال، تولید گرما و برق در واحدهای همزایش بسیار کوچک) که باید تدابیر صرفه‌جویی و افزایش کارایی انرژی جایگزین تولید بیش از ضرورت و مصرف انرژی اجتناب‌پذیر شود.
در ماه سپتامبر ۲۰۱۰، شش ماه قبل از حادثه اتمی فوکوشیما ۱، سند سیاستی راهنما پیرامون انرژی‌وند توسط دولت آلمان منتشر شد. علاوه بر این، یک محرک تحقیق و توسعه مرتبط وجود خواهد داشت. در ماه سپتامبر ۲۰۱۰، حمایت قانونی به تصویب رسید. جنبه‌های با اهمیت در جدول ذیل ذکر گردیده است:
| هدف                                             | ۲۰۱۵   | ۲۰۲۰ | ۲۰۳۰ | ۲۰۴۰ | ۲۰۵۰      |
| ----------------------------------------------- | ------ | ---- | ---- | ---- | --------- |
| انتشار گاز گلخانه‌ای (مبنا سال ۱۹۹۰)*            | −۲۷٫۲٪ | −۴۰٪ | −۵۵٪ | −۷۰٪ | −۸۰٪ −۹۵٪ |
| سهم انرژی تجدیدپذیر در مصرف ناخالص انرژی پایانی | ۱۴٫۹٪  | ۱۸٪  | ۳۰٪  | ۴۵٪  | ۶۰٪       |
| سهم انرژی تجدیدپذیر در مصرف ناخالص برق          | ۳۱٫۶٪  | ≥۳۵٪ | ≥۵۰٪ | ≥۶۵٪ | ≥۸۰٪      |
| مصرف انرژی اولیه (مبنا سال ۲۰۰۸)                | −۷٫۶٪  | −۲۰٪ |      |      | −۵۰٪      |
| مصرف ناخالص برق (مبنا سال ۲۰۰۸)                 | −۴٫۰٪  | −۱۰٪ |      |      | −۲۵٪      |
| *آمار موقتی برای سال ۲۰۱۵                       |        |      |      |      |           |

این سیاست و رهنمون توسط دولت فدرال آلمان پذیرفته شد و منجر به توسعه بسیار بزرگ انرژی تجدیدپذیر، به ویژه در بخش انرژی بادی شد. سهم آلمان از انرژی تجدیدپذیر از حدود ۵ درصد در سال ۱۹۹۹ به ۲۲٫۹ درصد در سال ۲۰۱۲ افزایش یافت و به حول و حوش میانگین اویی‌سی‌دی (OECD)، ۱۸ درصد سهیم شدن انرژی تجدیدپذیر، نائل شد. برای تولیدکنندگان، به مدت ۲۰ سال خرید تضمینی برق به قیمت مقطوع تضمین گردیده است که درآمد ثابتی را ضمانت می‌کند. شرکت‌های تعاونی انرژی ایجاد شده است و تلاش‌هایی در جهت تمرکز زدایی کنترل و بهره‌مندی انجام گرفت. کمپانی‌های بزرگ انرژی سهم نامتناسب کمی از بازار انرژی تجدیدپذیر در اختیار دارند. نیروگاه‌های هسته‌ای تعطیل شدند و نه نیروگاه موجود زودتر از زمان برنامه‌ریزی شده در سال ۲۰۲۲، تعطیل خواهد شد.
در ماه مه ۲۰۱۳، آژانس بین‌المللی انرژی از آلمان به خاطر متعهد بودن به توسعه جامع استراتژی گذار انرژی، اهداف بلند پروازانه انرژی تجدیدپذیر، برنامه‌ریزی برای افزایش بهره‌وری انرژی و حمایت از این رویکرد تمجید نمود.

## آمار
افزایش ظرفیت نامی و تولید برق انرژی تجدیدپذیر در سال‌های اخیر در جدول و نمودارهای ذیل نشان داده شده است:
| سال | ظرفیت نامی [مگاوات] | خروجی الکتریکی ناخالص برق بر حسب گیگاوات ساعت [GWh] توسط منابع انرژی تجدیدپذیر از سال ۱۹۹۰ | خروجی الکتریکی ناخالص برق بر حسب گیگاوات ساعت [GWh] توسط منابع انرژی تجدیدپذیر از سال ۱۹۹۰ | خروجی الکتریکی ناخالص برق بر حسب گیگاوات ساعت [GWh] توسط منابع انرژی تجدیدپذیر از سال ۱۹۹۰ | خروجی الکتریکی ناخالص برق بر حسب گیگاوات ساعت [GWh] توسط منابع انرژی تجدیدپذیر از سال ۱۹۹۰ | خروجی الکتریکی ناخالص برق بر حسب گیگاوات ساعت [GWh] توسط منابع انرژی تجدیدپذیر از سال ۱۹۹۰ | خروجی الکتریکی ناخالص برق بر حسب گیگاوات ساعت [GWh] توسط منابع انرژی تجدیدپذیر از سال ۱۹۹۰ | خروجی الکتریکی ناخالص برق بر حسب گیگاوات ساعت [GWh] توسط منابع انرژی تجدیدپذیر از سال ۱۹۹۰ | خروجی الکتریکی ناخالص برق بر حسب گیگاوات ساعت [GWh] توسط منابع انرژی تجدیدپذیر از سال ۱۹۹۰ | سهم مصرف ناخالص [%] |
| سال | ظرفیت نامی [مگاوات] | برق آبی                                                                                    | انرژی بادی                                                                                 | انرژی بادی                                                                                 | زیست‌توده                                                                                   | زباله‌سوزی با منشأ زیستی                                                                    | فتوولتائیک                                                                                 | زمین‌گرمایی                                                                                 | مجموع تولید                                                                                | سهم مصرف ناخالص [%] |
| سال | ظرفیت نامی [مگاوات] | برق آبی                                                                                    | خشکی                                                                                       | دریایی                                                                                     | زیست‌توده                                                                                   | زباله‌سوزی با منشأ زیستی                                                                    | فتوولتائیک                                                                                 | زمین‌گرمایی                                                                                 | مجموع تولید                                                                                | سهم مصرف ناخالص [%] |
| --- | ------------------- | ------------------------------------------------------------------------------------------ | ------------------------------------------------------------------------------------------ | ------------------------------------------------------------------------------------------ | ------------------------------------------------------------------------------------------ | ------------------------------------------------------------------------------------------ | ------------------------------------------------------------------------------------------ | ------------------------------------------------------------------------------------------ | ------------------------------------------------------------------------------------------ | ------------------- |
| ۱۹۹۰ | ۴٬۷۱۸               | ۱۷٬۴۲۶                                                                                     | ۷۲                                                                                         | –                                                                                          | ۲۲۲                                                                                        | ۱٬۲۱۳                                                                                      | ۱                                                                                          | –                                                                                          | ۱۸٬۹۳۴                                                                                     | ۳٫۴                 |
| ۱۹۹۱ | ۴٬۸۲۶               | ۱۴٬۸۹۱                                                                                     | ۱۰۲                                                                                        | –                                                                                          | ۲۶۰                                                                                        | ۱٬۲۱۱                                                                                      | ۱                                                                                          | –                                                                                          | ۱۶٬۴۶۵                                                                                     | ۳٫۱                 |
| ۱۹۹۲ | ۴٬۹۱۸               | ۱۷٬۳۹۷                                                                                     | ۲۸۱                                                                                        | –                                                                                          | ۲۹۶                                                                                        | ۱٬۲۶۲                                                                                      | ۴                                                                                          | –                                                                                          | ۱۹٬۲۴۰                                                                                     | ۳٫۶                 |
| ۱۹۹۳ | ۵٬۱۹۰               | ۱۷٬۸۷۸                                                                                     | ۶۱۲                                                                                        | –                                                                                          | ۴۳۲                                                                                        | ۱٬۲۰۳                                                                                      | ۳                                                                                          | –                                                                                          | ۲۰٬۱۲۸                                                                                     | ۳٫۸                 |
| ۱۹۹۴ | ۵٬۵۴۸               | ۱۹٬۹۳۰                                                                                     | ۹۲۷                                                                                        | –                                                                                          | ۵۶۹                                                                                        | ۱٬۳۰۶                                                                                      | ۷                                                                                          | –                                                                                          | ۲۲٬۷۳۹                                                                                     | ۴٫۳                 |
| ۱۹۹۵ | ۶٬۲۲۳               | ۲۱٬۷۸۰                                                                                     | ۱٬۵۳۰                                                                                      | –                                                                                          | ۶۶۲                                                                                        | ۱٬۳۴۸                                                                                      | ۷                                                                                          | –                                                                                          | ۲۵٬۳۲۷                                                                                     | ۴٫۷                 |
| ۱۹۹۶ | ۶٬۶۹۴               | ۲۱٬۹۵۷                                                                                     | ۲٬۰۷۳                                                                                      | –                                                                                          | ۷۵۵                                                                                        | ۱٬۳۴۳                                                                                      | ۱۲                                                                                         | –                                                                                          | ۲۶٬۱۴۰                                                                                     | ۴٫۷                 |
| ۱۹۹۷ | ۷٬۲۵۵               | ۱۷٬۳۵۷                                                                                     | ۳٬۰۲۵                                                                                      | –                                                                                          | ۸۷۶                                                                                        | ۱٬۳۹۷                                                                                      | ۱۸                                                                                         | –                                                                                          | ۲۲٬۶۷۳                                                                                     | ۴٫۱                 |
| ۱۹۹۸ | ۸٬۳۰۱               | ۱۷٬۲۱۶                                                                                     | ۴٬۵۷۹                                                                                      | –                                                                                          | ۱٬۶۳۸                                                                                      | ۱٬۶۱۸                                                                                      | ۳۵                                                                                         | –                                                                                          | ۲۵٬۰۸۶                                                                                     | ۴٫۵                 |
| ۱۹۹۹ | ۱۰٬۱۵۵              | ۱۹٬۶۴۷                                                                                     | ۵٬۶۳۹                                                                                      | –                                                                                          | ۱٬۸۴۵                                                                                      | ۱٬۷۴۰                                                                                      | ۳۰                                                                                         | –                                                                                          | ۲۸٬۰۹۱                                                                                     | ۵٫۲                 |
| ۲۰۰۰ | ۱۲٬۳۳۰              | ۲۱٬۷۳۲                                                                                     | ۹٬۷۰۳                                                                                      | –                                                                                          | ۲٬۸۸۷                                                                                      | ۱٬۸۴۴                                                                                      | ۶۰                                                                                         | –                                                                                          | ۳۶٬۲۲۶                                                                                     | ۶٫۳                 |
| ۲۰۰۱ | ۱۵٬۱۵۷              | ۲۲٬۷۳۳                                                                                     | ۱۰٬۷۱۹                                                                                     | –                                                                                          | ۳٬۳۵۵                                                                                      | ۱٬۸۵۹                                                                                      | ۷۶                                                                                         | –                                                                                          | ۳۸٬۷۴۲                                                                                     | ۶٫۶                 |
| ۲۰۰۲ | ۱۸٬۸۲۴              | ۲۳٬۱۲۴                                                                                     | ۱۶٬۱۰۲                                                                                     | –                                                                                          | ۴٬۰۹۹                                                                                      | ۱٬۹۴۹                                                                                      | ۱۶۲                                                                                        | –                                                                                          | ۴۵٬۴۳۶                                                                                     | ۷٫۷                 |
| ۲۰۰۳ | ۲۲٬۰۹۹              | ۱۷٬۷۲۲                                                                                     | ۱۹٬۰۸۷                                                                                     | –                                                                                          | ۶٬۶۰۳                                                                                      | ۲٬۲۳۸                                                                                      | ۳۱۳                                                                                        | –                                                                                          | ۴۵٬۹۶۳                                                                                     | ۷٫۶                 |
| ۲۰۰۴ | ۲۵٬۳۴۰              | ۲۰٬۰۹۵                                                                                     | ۲۶٬۰۱۹                                                                                     | –                                                                                          | ۸٬۲۱۸                                                                                      | ۲٬۲۵۳                                                                                      | ۵۵۷                                                                                        | ۰٫۲                                                                                        | ۵۷٬۱۴۲                                                                                     | ۹٫۳                 |
| ۲۰۰۵ | ۲۹٬۰۴۰              | ۱۹٬۶۳۸                                                                                     | ۲۷٬۷۷۴                                                                                     | –                                                                                          | ۱۱٬۱۰۲                                                                                     | ۳٬۲۵۲                                                                                      | ۱٬۲۸۲                                                                                      | ۰٫۲                                                                                        | ۶۳٬۰۴۸                                                                                     | ۱۰٫۲                |
| ۲۰۰۶ | ۳۲٬۸۴۹              | ۲۰٬۰۰۸                                                                                     | ۳۱٬۳۲۴                                                                                     | –                                                                                          | ۱۴٬۷۹۳                                                                                     | ۳٬۹۰۷                                                                                      | ۲٬۲۲۰                                                                                      | ۰٫۴                                                                                        | ۷۲٬۲۵۲                                                                                     | ۱۱٫۶                |
| ۲۰۰۷ | ۳۶٬۰۴۶              | ۲۱٬۱۷۰                                                                                     | ۴۰٬۵۰۷                                                                                     | –                                                                                          | ۱۹٬۸۳۲                                                                                     | ۴٬۵۳۱                                                                                      | ۳٬۰۷۵                                                                                      | ۰٫۴                                                                                        | ۸۹٬۱۱۵                                                                                     | ۱۴٫۳                |
| ۲۰۰۸ | ۳۹٬۱۱۹              | ۲۰٬۴۴۳                                                                                     | ۴۱٬۳۸۵                                                                                     | –                                                                                          | ۲۳٬۳۴۳                                                                                     | ۴٬۶۷۱                                                                                      | ۴٬۴۲۰                                                                                      | ۱۸                                                                                         | ۹۴٬۲۸۰                                                                                     | ۱۵٫۲                |
| ۲۰۰۹ | ۴۷٬۹۶۰              | ۱۹٬۰۳۱                                                                                     | ۳۹٬۳۸۲                                                                                     | ۳۸                                                                                         | ۲۶٬۵۶۳                                                                                     | ۴٬۳۲۳                                                                                      | ۶٬۵۸۳                                                                                      | ۱۹                                                                                         | ۹۵٬۹۳۹                                                                                     | ۱۶٫۴                |
| ۲۰۱۰ | ۵۷٬۳۱۰              | ۲۰٬۹۵۳                                                                                     | ۳۸٬۳۷۱                                                                                     | ۱۷۶                                                                                        | ۲۹٬۱۷۸                                                                                     | ۴٬۷۴۶                                                                                      | ۱۱٬۷۲۹                                                                                     | ۲۸                                                                                         | ۱۰۵٬۱۸۱                                                                                    | ۱۷٫۰                |
| ۲۰۱۱ | ۶۸٬۱۶۶              | ۱۷٬۶۷۱                                                                                     | ۴۹٬۲۸۰                                                                                     | ۵۷۷                                                                                        | ۳۲٬۱۳۶                                                                                     | ۴٬۷۵۵                                                                                      | ۱۹٬۵۹۹                                                                                     | ۱۹                                                                                         | ۱۲۴٬۰۳۷                                                                                    | ۲۰٫۳                |
| ۲۰۱۲ | ۷۸٬۸۶۴              | ۲۱٬۷۵۵                                                                                     | ۵۰٬۹۴۸                                                                                     | ۷۳۲                                                                                        | ۳۸٬۲۵۲                                                                                     | ۴٬۹۵۱                                                                                      | ۲۶٬۳۸۰                                                                                     | ۲۵                                                                                         | ۱۴۳٬۰۴۳                                                                                    | ۲۳٫۵                |
| ۲۰۱۳ | ۸۴٬۷۰۳              | ۲۲٬۹۹۸                                                                                     | ۵۱٬۸۱۹                                                                                     | ۹۱۸                                                                                        | ۴۰٬۰۹۸                                                                                     | ۵٬۴۱۵                                                                                      | ۳۱٬۰۱۰                                                                                     | ۸۰                                                                                         | ۱۵۲٬۳۳۸                                                                                    | ۲۵٫۱                |
| ۲۰۱۴ | ۹۱٬۲۷۵              | ۱۹٬۵۸۷                                                                                     | ۵۷٬۰۲۶                                                                                     | ۱٬۴۷۱                                                                                      | ۴۲٬۲۱۸                                                                                     | ۶٬۰۶۹                                                                                      | ۳۶٬۰۵۶                                                                                     | ۹۸                                                                                         | ۱۶۲٬۵۲۵                                                                                    | ۲۷٫۴                |
| ۲۰۱۵ | ۹۸٬۸۱۸              | ۱۸٬۹۷۷                                                                                     | ۷۲٬۳۴۰                                                                                     | ۸٬۲۸۴                                                                                      | ۴۴٬۵۵۸                                                                                     | ۵٬۷۶۸                                                                                      | ۳۸٬۷۲۶                                                                                     | ۱۳۳                                                                                        | ۱۸۸٬۷۸۶                                                                                    | ۳۱٫۵                |
| ۲۰۱۶ | ۱۰۵٬۴۱۹             | ۲۰٬۵۴۶                                                                                     | ۶۷٬۶۵۰                                                                                     | ۱۲٬۲۷۴                                                                                     | ۴۴٬۹۹۸                                                                                     | ۵٬۹۳۰                                                                                      | ۳۸٬۰۹۸                                                                                     | ۱۷۵                                                                                        | ۱۸۹٬۶۷۱                                                                                    | ۳۱٫۶                |
| ۲۰۱۷ | ۱۱۳٬۵۲۴             | ۲۰٬۱۵۰                                                                                     | ۸۸٬۰۱۸                                                                                     | ۱۷٬۶۷۵                                                                                     | ۴۴٬۹۶۱                                                                                     | ۵٬۹۵۶                                                                                      | ۳۹٬۴۰۱                                                                                     | ۱۶۳                                                                                        | ۲۱۶٬۳۲۴                                                                                    | ۳۶٫۰                |
| ۲۰۱۸ | ۱۲۰٬۳۵۸             | ۱۷٬۹۷۴                                                                                     | ۹۰٬۴۸۴                                                                                     | ۱۹٬۴۶۷                                                                                     | ۴۴٬۷۰۷                                                                                     | ۶٬۱۶۳                                                                                      | ۴۵٬۷۸۴                                                                                     | ۱۷۸                                                                                        | ۲۲۴٬۷۵۷                                                                                    | ۳۷٫۸                |
| ۲۰۱۹ | ۱۲۶٬۵۴۷             | ۲۰٬۱۹۲                                                                                     | ۱۰۱٬۲۷۰                                                                                    | ۲۴٬۷۰۵                                                                                     | ۴۴٬۶۳۰                                                                                     | ۵٬۷۸۳                                                                                      | ۴۷٬۵۱۷                                                                                     | ۱۹۶                                                                                        | ۲۴۴٬۲۹۳                                                                                    | ۴۲٫۱                |
| ۲۰۲۰ | ۱۲۹٬۷۶۰             | ۱۸٬۴۰۰                                                                                     | ۱۰۳٬۰۹۰                                                                                    | ۲۶٬۸۶۰                                                                                     | ۴۷٬۱۵۰                                                                                     | no data                                                                                    | ۵۱٬۴۲۰                                                                                     | no data                                                                                    | ۲۴۸٬۸۲۰                                                                                    | ۵۰٫۹                |
| منبع: وزارت فدرال امور اقتصادی و اقدام اقلیمی (آلمانی: Bundesministerium für Energie und Wirtschaft): 6, 7 نسخه: آخرین داده منتشر شده به صورت پی‌دی‌اف در ماه اکتبر ۲۰۲۰ . توجه: ستون «زیست‌توده» تمام برق تولید شده از زیست‌توده، زیست‌سوخت و زیست‌گاز، به جز بخش زباله‌سوزی با منشأ زیستی را دربر گرفته است. توجه: داده‌های سال ۲۰۲۰ بر اساس چارت انرژی فراونهوفر آی‌اس‌یی افزوده شده است. |                     |                                                                                            |                                                                                            |                                                                                            |                                                                                            |                                                                                            |                                                                                            |                                                                                            |                                                                                            |                     |